# Roine Stolt
Roine Stolt (ur. 5 września 1956 w Uppsali) – szwedzki gitarzysta, wokalista i kompozytor. Główna postaċ szwedzkiego rocka progresywnego. Już jako siedemnastolatek stał się gitarzystą popularnego w Szwecji zespołu Kaipa. Jest też założycielem i liderem zespołu The Flower Kings, który kontynuował styl jego solowej płyty „The Flower King”. Z tą grupą odniósł długoletnie sukcesy i zyskał międzynarodowe uznanie na scenie rockowej. Muzyk angażował się również w licznych grupach muzycznych, takich jak Fantasia, Transatlantic, The Tangent, Karmakanic. Jest ojcem dwóch synów, których imiona odnoszą się do jego muzycznych idoli – Johan Sebastian i Peter Gabriel.

## Życiorys

### Gitarzysta w Kaipie i kariera solowa
Roine Stolt zaczął swoją karierę pod koniec lat sześćdziesiątych, grając na gitarze basowej w lokalnych zespołach rockowych. Grał utwory Jimiego Hendriksa, Jeffa Becka, The Beatles i King Crimson. Był szczególnie zainspirowany brytyjską sceną rocka psychodelicznego i progresywnego, muzyką takich zespołów jak The Doors, Vanilla Fudge czy Procol Harum.
W roku 1973 muzyk przerzucił się na gitarę elektryczną i odkrył swój talent kompozytorski. Rok później został gitarzystą grupy Kaipa, profesjonalnego zespołu grającego rock progresywny. W tym zespole szybko zdobywał doświadczenie poprzez codzienne próby i liczne występy. Z Kaipą nagrał trzy płyty i odbywał ponad sto koncertów rocznie. Albumy Kaipy zostały w ostatnich latach ponownie wydane i są postrzegane jako jedne z prekursorskich dzieł rocka progresywnego w Skandynawii.
Roine Stolt opuścił zespół w roku 1979 z zamiarem utworzenia własnej grupy, Fantasia. W nowym składzie nagrał dwie płyty, po czym w roku 1983 zespół rozpadł się. Artysta pracował jako muzyk sesyjny i producent. W okresie solowej kariery wydał album „Behind the Walls”, na którym ujawnił talent wokalny. Pod koniec lat osiemdziesiątych założył własną wytwórnię płytową „Foxtrot Music” i był zaangażowany w liczne projekty, począwszy od występów na żywo, po sesje nagraniowe z innymi artystami. Jego styl w tym okresie odbiegał od kanonów rocka progresywnego w stronę rocka klasycznego, funku, folku, bluesa, jazzu i popu. Efektem nowych poszukiwań była wydana w roku 1989 płyta „The Lonely Heartbeat“, która była mieszanką popu i rocka klasycznego. Przez lata osiemdziesiąte tworzył z następującymi artystami: Rebecka Törnqvist, Anders Widmark, Dana Dragomir, Zia, Moni, Åsa Jinder, Wennman, Desert Honkers, Claes Jansson. W tym okresie został również ojcem. Jego dwaj synowie są imiennikami Johanna Sebastiana Bacha i Petera Gabriela.

### Lider The Flower Kings
Przełom w karierze muzyka przypadł na okres odrodzenia rocka progresywnego, w którym Skandynawia na początku lat dziewięćdziesiątych odegrała jedną z głównych ról. Wyraźnie zainspirowany twórczością takich zespołów jak Landberk czy Anglagard postanowił wrócić do korzeni. Artysta zaprosił do współpracy perkusistów Jaime Salazara i Hasse Bruniussona oraz innych muzyków. Efektem pracy był wydany w roku 1994 album The Flower King, który ujawnił talent Roina Stolta, jako multiinstrumentalisty. Obok jego głównego instrumentu, czyli gitary elektrycznej swobodnie gra na gitarze basowej, klawiszach, perkusji oraz wykonuje partie wokalne. Muzyk tak wyraził się na temat nowej koncepcji muzycznej:

To był album, w którym próbowałem wyzwolić siły dobra w negatywnym, brutalnym, agresywnym, konkurencyjnym biznesie muzycznym dzisiejszych czasów. Przywrócić stare hipisowskie ideały, tekstowo i muzycznie.

Styl The Flower King wpisuje się doskonale w kanony rocka progresywnego, jest jednocześnie tak unikatowy, że przyczynił się do stworzenia wokół Roina Stolta nowej grupy prog-rockowej. The Flower Kings jest do dziś jego głównym projektem muzycznym. Grupa była postrzegana jako jeden ze światowych liderów rocka progresywnego, który łączy styl złotego okresu lat siedemdziesiątych z innowacyjnym brzmieniem. Roine Stolt realizował swoje pomysły w zaskakująco szybkim tempie, wydając z zespołem sześć albumów studyjnych w sześć pierwszych lat działalności. Twórczość zespołu nie odbiegała od radosnego, symfonicznego stylu pierwszego albumu i jest do dziś odbierana z wielkim zainteresowaniem, o czym mogą świadczyć liczne koncerty i sprzedane płyty.
Roine Stolt, obok wielkiego zaangażowania w tworzenie The Flower Kings, nagrał w 1998 roku kolejny solowy album Hydrophonia, tym razem instrumentalny. W roku 2005 ukazał się dwupłytowy album Wallstreet Voodoo odbiegający od stylu progresywnego rocka w stronę klasycznego rocka i bluesa lat sześćdziesiątych i siedemdziesiątych.

### Transatlantic
Na fali międzynarodowej popularności artysta angażował się w liczne projekty z innymi grupami muzycznymi. W roku 1999 współtworzył wraz z Nealem Morse’em (Spock’s Beard) Mikiem Portnoyem (Dream Theater) oraz Pete’em Trewavasem (Marillion) supergrupę Transatlantic. Zespół nagrał dwa studyjne albumy, po czym rozpadł się. W roku 2009 grupa ponownie nagrywała, efektem czego był dwupłytowy album The Whirlwind. Twórcza kompozycja albumu zawiera epicki, tytułowy utwór „The Whirlwind” oraz ulubione covery członków grupy. Sukces albumu przełożył się na ekscytującą trasę koncertową po obu stronach Atlantyku. Zespół wraz z gościnnie grającym Danielem Gildenlowem z Pain of Salvation odwiedził 11 krajów a w Londynie nagrał znakomity album koncertowy – The Whirld Tour – 2010.

### Udział w innych projektach
Muzyk znany jest również z współpracy w zespołach tworzonych przez jego przyjaciół z The Flower Kings. W roku 2000, zaproszony przez basistę Jonasa Reingolda, współtworzył grupę Karmakanic, która w swoich dziełach oprócz rocka progresywnego porusza elementy jazzowe. Po dłuższej przerwie artysta reaktywował współpracę z Karmakanic występując na koncertach grupy i nagrywając album live – „The Power of Two”. Roine Stolt działał również na szwedzkiej scenie muzycznej przyczyniając się do odrodzenia jego zespołu z lat siedemdziesiątych – Kaipy. Grupa tworzyła ponownie od roku 2002, przy czym Roine Stolt nagrał z nią trzy albumy. Muzyk angażował się również w zespole The Tangent, gdzie grali również inni członkowie zespołu The Flower Kings. W roku 2008 z zamiarem zwrócenia się w stronę gitarowego brzmienia, stworzył wraz z Nedem Sylvanem projekt pod nazwą Agents of Mercy, czego rezultatem był album The Fading Ghosts of Twilight.

## Dyskografia[6][7]
Kaipa
- Kaipa (1975)
- Inget Nytt Under Solen (1976)
- Solo (1978)
- Notes From The Past (2002)
- Keyholder (2003)
- Mindrevolutions (2005)

The Flower Kings
albumy studyjne
- Back in the World of Adventures (1995)
- Retropolis (1996)
- Stardust We Are (1997)
- Flower Power (1999)
- Space Revolver (2000)
- The Rainmaker (2001)
- Unfold the Future (2002)
- Adam & Eve (2004)
- Paradox Hotel (2006)
- The Sum Of No Evil (2007)
- Banks of Eden (2012)

albumy koncertowe
- Alive on Planet Earth (2000)
- Meet the Flower Kings (2003)
- Live In New York - Official Bootleg (2003)
- BetchaWannaDanceStoopid!!! (2004)
- BrimStoned In Europe (2005)
- Instant Delivery (2006)
- Carpe Diem (2008)
- Tour Kaputt (2011)

kompilacje
- Scanning the Greenhouse (1998)
- The Road Back Home (2007)

The Tangent
- The Music That Died Alone (2003)
- The World That We Drive Through (2004)
- Pyramids and Stars (2005 – album koncertowy)

Transatlantic
- SMPT:e (2000)
- Live in America (2001)
- Bridge Across Forever (2001)
- SMPTe: The Roine Stolt Mixes (2003)
- The Transatlantic Demos (2003 – Neala Morse’a)
- Live in Europe (2003)
- The Whirlwind (2009)
- Whirld Tour 2010 live in London (2010)

Agents of Mercy
- The Fading Ghosts of Twilight (2009)
- Dramarama (2010)

Dyskografia solo
- Fantasia (1979)
- Behind The Walls (1985)
- The Lonely Heartbeat (1989)
- The Flower King (1994)
- Hydrophonia (1998)
- Wallstreet Voodoo (2005)

Jako Gość
- Hasse Bruniusson – Flying Food Circus (2002)
- The Bollenberg Experience – If Only Stones Could Speak (2002)
- Karmakanic – Entering The Spectra (2003)
- Tomas Bodin – Sonic Boulevard (2003)
- Karmakanic – Wheel Of Life (2004)
- Tim Donahue – Madmen & Sinners (2004)
- Neal Morse – ? (2005)
- Karmakanic – Who’s The Boss In The Factory (2008)
- Parallel or 90 Degrees – Can of Worms: The Best of Po90 1996–2001 (2009)
- Karmakanic & Agents of Mercy – The Power of Two (2010 – album koncertowy)